# سلوى العضيدان
سلوى العضيدان (محافظة الغاط, 1975) كاتبة سعودية حاصلة على شهادة الدكتوراة تخصص ارشاد أسري.

## مؤلفاتها
عدة كتب من بينها:
- هكذا هزموا اليأس
- استمتع بفشلك
- لا تكن فاشلا
- حين تكبوا انهض

## قضيتها ضد عايض القرني
بدات شهرتها الحقيقية حين رفعت قضية ضد الداعية الدكتور عايض القرني لسرقته كتابها هكذا هزموا اليأس ووضعه تحت عنوان لا تياس وقد صدر حكم وزارة الاعلام عام 2011 بادانة الدكتور القرني والحكم بتعويض مالي قدره 300000 ألف ريال لصالح الكاتبة السعودية سلوى العضيدان.
قضت لجنة حقوق المؤلف بوزارة الإعلام بتغريم الداعية السعودي عائض القرني مبلغ 330 ألف ريال سعودي، في القضية التي تقدمت بها الكاتبة السعودية سلوى العضيدان اتهمته فيها بالاعتداء على حقوقها الفكرية .
ووفقاً لمصادر فإن المبلغ يشمل 30 ألفاً للحق العام، و300 ألف تعويضاً للكاتبة العضيدان، في الحكم الذي كانت تتساءل عنه الأوساط الثقافية السعودية، كما شمل الحكم سحب كتاب القرني «لا تيأس» من الأسواق، ومنعه من التداول، ووضعه بشكل رسمي على قائمة المنع حتى لا يدخل إلى المملكة